# Roger Ducournau
Pour les articles homonymes, voir Ducournau.
Pas d'image ? Cliquez ici

a Compétitions nationales et continentales officielles uniquement.

Dernière mise à jour le 10 octobre 2016.
Roger Ducournau, né le 8 novembre 1919 à Bahus-Soubiran et mort le 9 octobre 2016 à Dax, est un joueur français de rugby à XV. Il joue au sein de l'effectif du club français de l'US Dax avant de se reconvertir en tant qu'entraîneur.

## Biographie
Né à Bahus-Soubiran le 8 novembre 1919, Roger Ducournau intègre l'US Dax en 1936, puis se reconvertit en tant qu'entraîneur après avoir porté le maillot rouge et blanc de joueur. Après avoir contribué à créer l'école de rugby, il dirige les juniors avec qui il décroche le titre de champion de France en 1949 et 1950 ; il est dans la foulée de son second titre nommé à la tête de l'équipe première. Il parvient lors de la saison 1955-1956 à hisser le quinze rouge et blanc en finale du championnat, concédée contre le FC Lourdes. Il remporte néanmoins le challenge Yves du Manoir une année plus tard. À l'issue de la saison 1957-1958, après l'élimination de l'US Dax en seizième de finale, Ducournau se retire du club rouge et blanc. Il continue néanmoins à ce poste dès l'année suivante, prenant en charge le club landais de l'US Mugron qui vit alors sa première année d'existence,, jusqu'en 1965,.
Après sa carrière sportive, Ducournau s'engage en politique. Menant la liste dacquoise de gauche lors des élections municipales de 1977, il est ensuite élu conseiller municipal pendant un mandat, de 1983 à 1989.
Il exerce en parallèle de ses activités sportives et socio-culturelles le métier d'instituteur.
Ducournau est mort le 9 octobre 2016 à Dax,.

## Palmarès

### En tant qu'entraîneur
- Coupe Frantz-Reichel :
  - Vainqueur : 1949, 1950.
- Championnat de France de rugby à XV :
  - Finaliste : 1956.
- Challenge Yves du Manoir :
  - Vainqueur : 1957.